# Wojciech Kaunitz
Wojciech von Kaunitz (ur. ok. 1267, zm. ok. 1330) – kanclerz księcia świdnickiego Bernarda Świdnickiego i jego następcy Bolka. Posądzany według Wawrzyńca Blumenaua o spowodowanie pożaru Świdnicy w 1313 roku i o podsycanie buntów rzemieślników.